# Randall Jarrell
Randall Jarrell född 6 maj 1914 i Nashville, Tennessee, död 14 oktober 1965 utanför Greensboro (bilolycka), var en amerikansk författare och litteraturkritiker.
Jarrell var instruktör för amerikanska piloter under andra världskriget. Han skrev lyrik,  barnböcker och en roman för vuxna.